# Combretum
Combretum är ett släkte av tvåhjärtbladiga växter. Combretum ingår i familjen Combretaceae.

## Bildgalleri

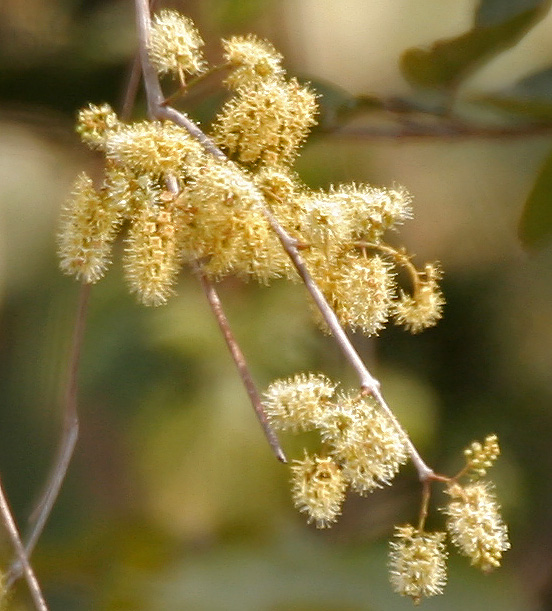
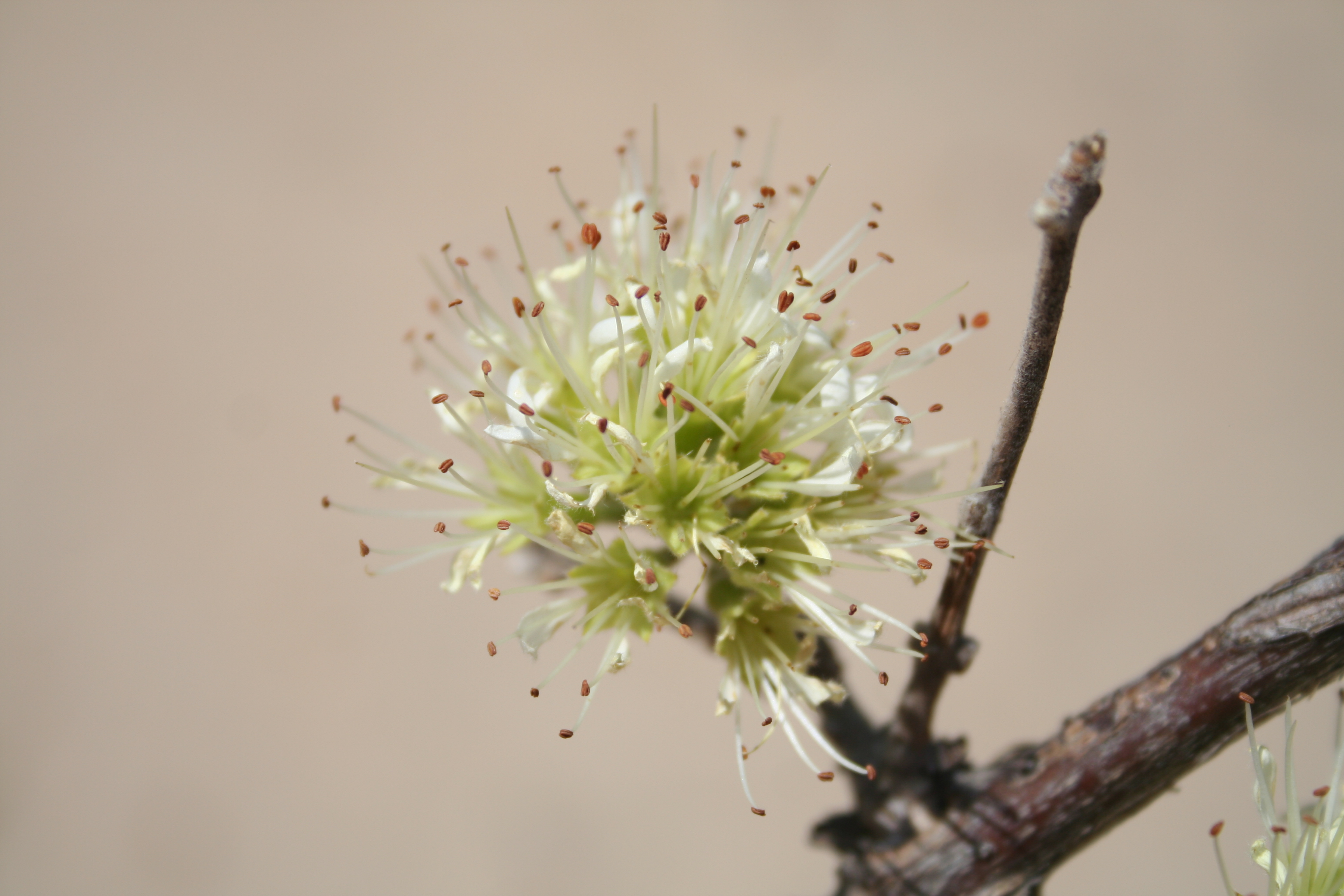
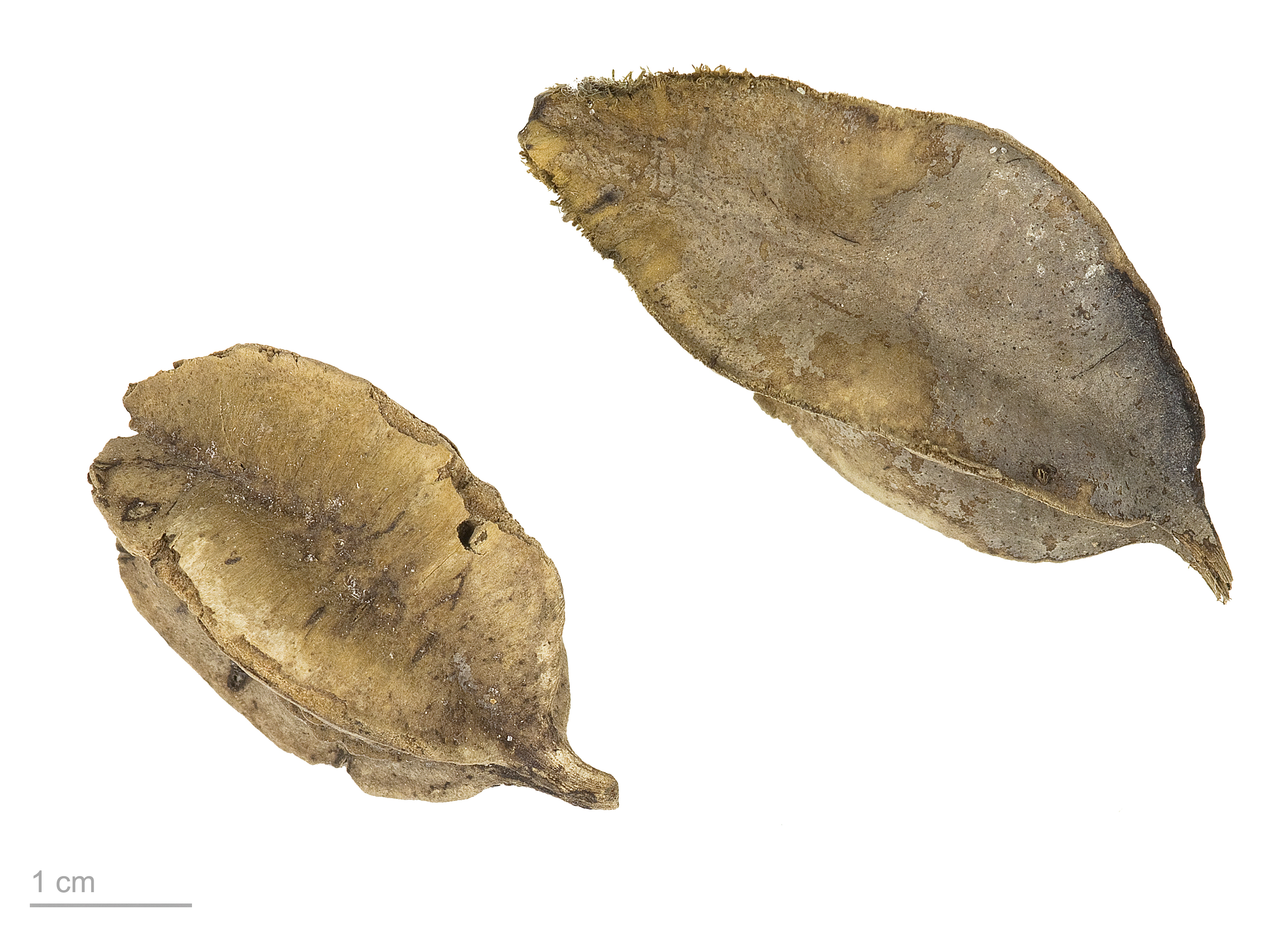

## Dottertaxa tillCombretum, i alfabetisk ordning[1]
- Combretum aculeatum
- Combretum acuminatum
- Combretum acutifolium
- Combretum acutum
- Combretum adenogonium
- Combretum adrianii
- Combretum alatum
- Combretum albidum
- Combretum albiflorum
- Combretum albopunctatum
- Combretum alfredii
- Combretum ambongense
- Combretum andradae
- Combretum angolense
- Combretum angustipetalum
- Combretum annulatum
- Combretum apetalum
- Combretum aphanopetalum
- Combretum apiculatum
- Combretum argenteum
- Combretum argyrotrichum
- Combretum assimile
- Combretum aureonitens
- Combretum auriculatum
- Combretum basilei
- Combretum bauchiense
- Combretum bipindense
- Combretum blepharopetala
- Combretum boinensis
- Combretum bracteatum
- Combretum bracteosum
- Combretum brassiciforme
- Combretum brevistylum
- Combretum butyrosum
- Combretum cacoucia
- Combretum caffrum
- Combretum camporum
- Combretum capitatum
- Combretum capituliflorum
- Combretum capuronii
- Combretum carringtonianum
- Combretum caudatisepalum
- Combretum caudatum
- Combretum celastroides
- Combretum chionanthoides
- Combretum cinereopetalum
- Combretum cinnabarinum
- Combretum clarensis
- Combretum coccineum
- Combretum collinum
- Combretum colombianum
- Combretum comosum
- Combretum conchipetalum
- Combretum confertum
- Combretum confusum
- Combretum congolanum
- Combretum constrictum
- Combretum contractum
- Combretum coursianum
- Combretum cuspidatum
- Combretum cyclocarpum
- Combretum decandrum
- Combretum decaryanum
- Combretum decaryi
- Combretum deciduum
- Combretum demeusei
- Combretum densiflorum
- Combretum discolor
- Combretum dolichopetalum
- Combretum duarteanum
- Combretum dumetorum
- Combretum echirense
- Combretum edwardsii
- Combretum elaeagnoides
- Combretum engleri
- Combretum erianthum
- Combretum eriogynum
- Combretum erosum
- Combretum erythrophyllum
- Combretum esteriense
- Combretum evisceratum
- Combretum exalatum
- Combretum exannulatum
- Combretum exellii
- Combretum falcatum
- Combretum farinosum
- Combretum foliatum
- Combretum frangulifolium
- Combretum fruticosum
- Combretum fulvum
- Combretum fuscum
- Combretum gabonense
- Combretum ghesquierei
- Combretum gillettianum
- Combretum glabrum
- Combretum glaucocarpum
- Combretum glutinosum
- Combretum goetzei
- Combretum goldieanum
- Combretum goossensii
- Combretum gossweileri
- Combretum gracile
- Combretum graciliflorum
- Combretum grandidieri
- Combretum grandiflorum
- Combretum griffithii
- Combretum harrisii
- Combretum hartmannianum
- Combretum haullevilleanum
- Combretum hensii
- Combretum hereroense
- Combretum hilariana
- Combretum holstii
- Combretum homalioides
- Combretum igneiflorum
- Combretum iliairii
- Combretum imberbe
- Combretum indicum
- Combretum inflatum
- Combretum ivanii
- Combretum kachinense
- Combretum karijonorum
- Combretum kasaiense
- Combretum kirkii
- Combretum klossii
- Combretum kraussii
- Combretum lanceolatum
- Combretum lasiocarpum
- Combretum latialatum
- Combretum latifolium
- Combretum laurifolium
- Combretum laxum
- Combretum lecardii
- Combretum leprosum
- Combretum lineare
- Combretum lisowskii
- Combretum llewelynii
- Combretum lokele
- Combretum longicollum
- Combretum longipilosum
- Combretum longispicatum
- Combretum louisii
- Combretum lukafuensis
- Combretum luxenii
- Combretum macrocalyx
- Combretum malabaricum
- Combretum malifolium
- Combretum mannii
- Combretum marchettii
- Combretum marginatum
- Combretum mellifluum
- Combretum meridionalis
- Combretum micranthum
- Combretum microphyllum
- Combretum mildbraedii
- Combretum mkuzense
- Combretum moggii
- Combretum molle
- Combretum monetaria
- Combretum mooreanum
- Combretum mortehanii
- Combretum mossambicense
- Combretum mucronatum
- Combretum multinervium
- Combretum mweroense
- Combretum nanum
- Combretum ndjoleense
- Combretum nelsonii
- Combretum nigrescens
- Combretum nigricans
- Combretum nioroense
- Combretum nusbaumeri
- Combretum obovatum
- Combretum obscurum
- Combretum octagonum
- Combretum olivaceum
- Combretum oliviforme
- Combretum oudenhovenii
- Combretum oxygonium
- Combretum oxystachyum
- Combretum oyemense
- Combretum padoides
- Combretum paniculatum
- Combretum paradoxum
- Combretum paraguariense
- Combretum paucinervium
- Combretum pavonii
- Combretum pecoense
- Combretum pentagonum
- Combretum perakense
- Combretum petrophilum
- Combretum phaneropetalum
- Combretum pilosum
- Combretum pisoniiflorum
- Combretum pisonioides
- Combretum platypetalum
- Combretum platypterum
- Combretum polyanthum
- Combretum procursum
- Combretum prostratum
- Combretum psidioides
- Combretum punctatum
- Combretum purpureiflorum
- Combretum pyramidatum
- Combretum pyrifolium
- Combretum quadrangulare
- Combretum quadratum
- Combretum rabiense
- Combretum racemosum
- Combretum razianum
- Combretum recurvatum
- Combretum relictum
- Combretum robinsonii
- Combretum robustum
- Combretum robynsii
- Combretum rochetianum
- Combretum rohrii
- Combretum rotundifolium
- Combretum rovirosae
- Combretum roxburghii
- Combretum rupicola
- Combretum sanjappae
- Combretum scandens
- Combretum schumannii
- Combretum schweinfurthii
- Combretum sericeum
- Combretum simulans
- Combretum sordidum
- Combretum sphaeroides
- Combretum spinosum
- Combretum stocksii
- Combretum stylesii
- Combretum subglabratum
- Combretum subumbellatum
- Combretum sulcatum
- Combretum sundaicum
- Combretum sylvicola
- Combretum tanaense
- Combretum tarquense
- Combretum tenuipetiolatum
- Combretum ternatum
- Combretum tetragonocarpum
- Combretum tetralophoides
- Combretum tetralophum
- Combretum tomentosum
- Combretum trifoliatum
- Combretum ulei
- Combretum umbricola
- Combretum wallichii
- Combretum wandurraganum
- Combretum wattii
- Combretum vendae
- Combretum vernicosum
- Combretum wildemanii
- Combretum wilksii
- Combretum villosum
- Combretum winitii
- Combretum violaceum
- Combretum viscosum
- Combretum woodii
- Combretum xanthothyrsum
- Combretum yuankiangense
- Combretum zenkeri
- Combretum zeyheri